# 高牟神社

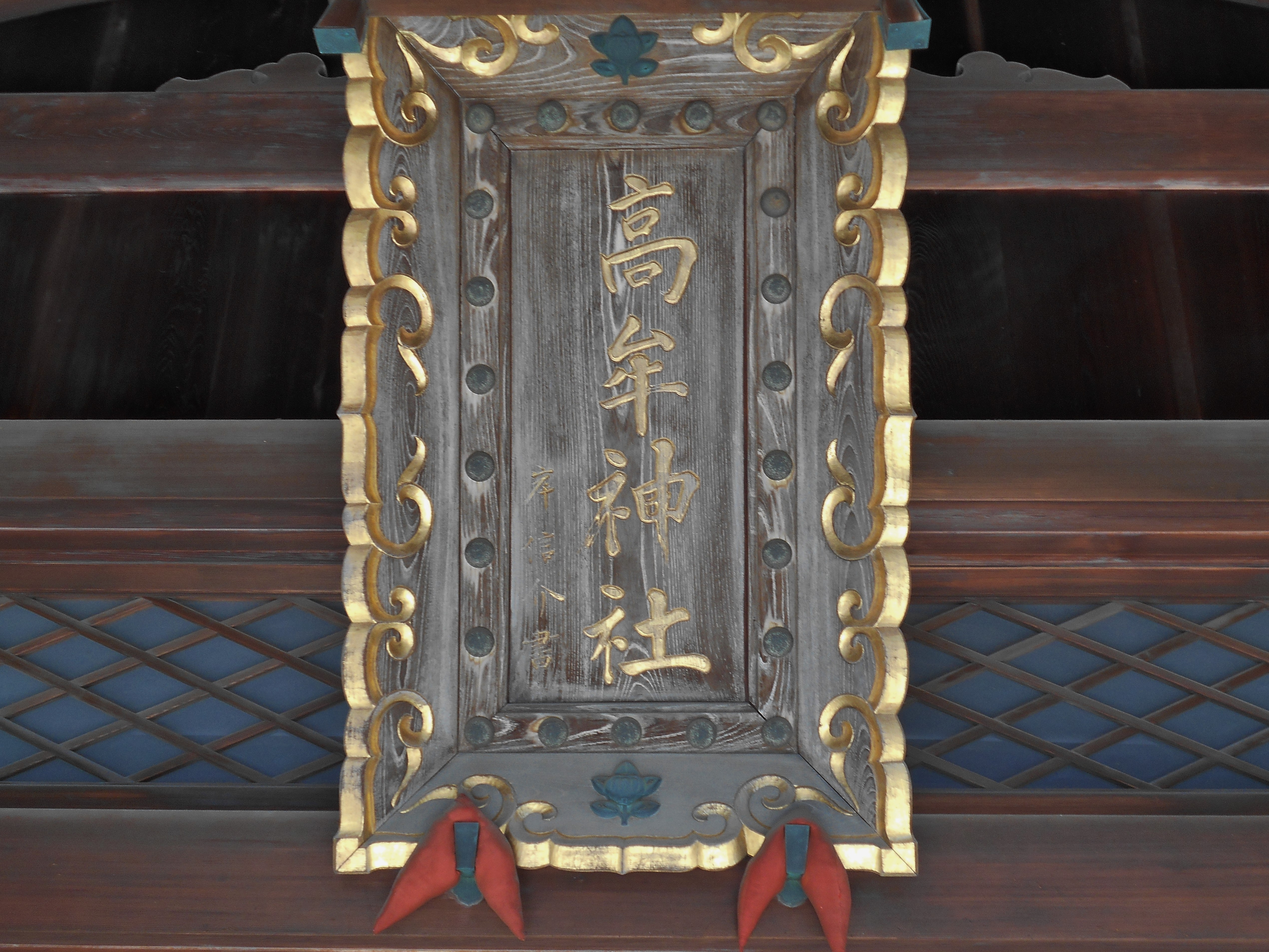
拝殿の社号額。左下に「岸信介書」とある。

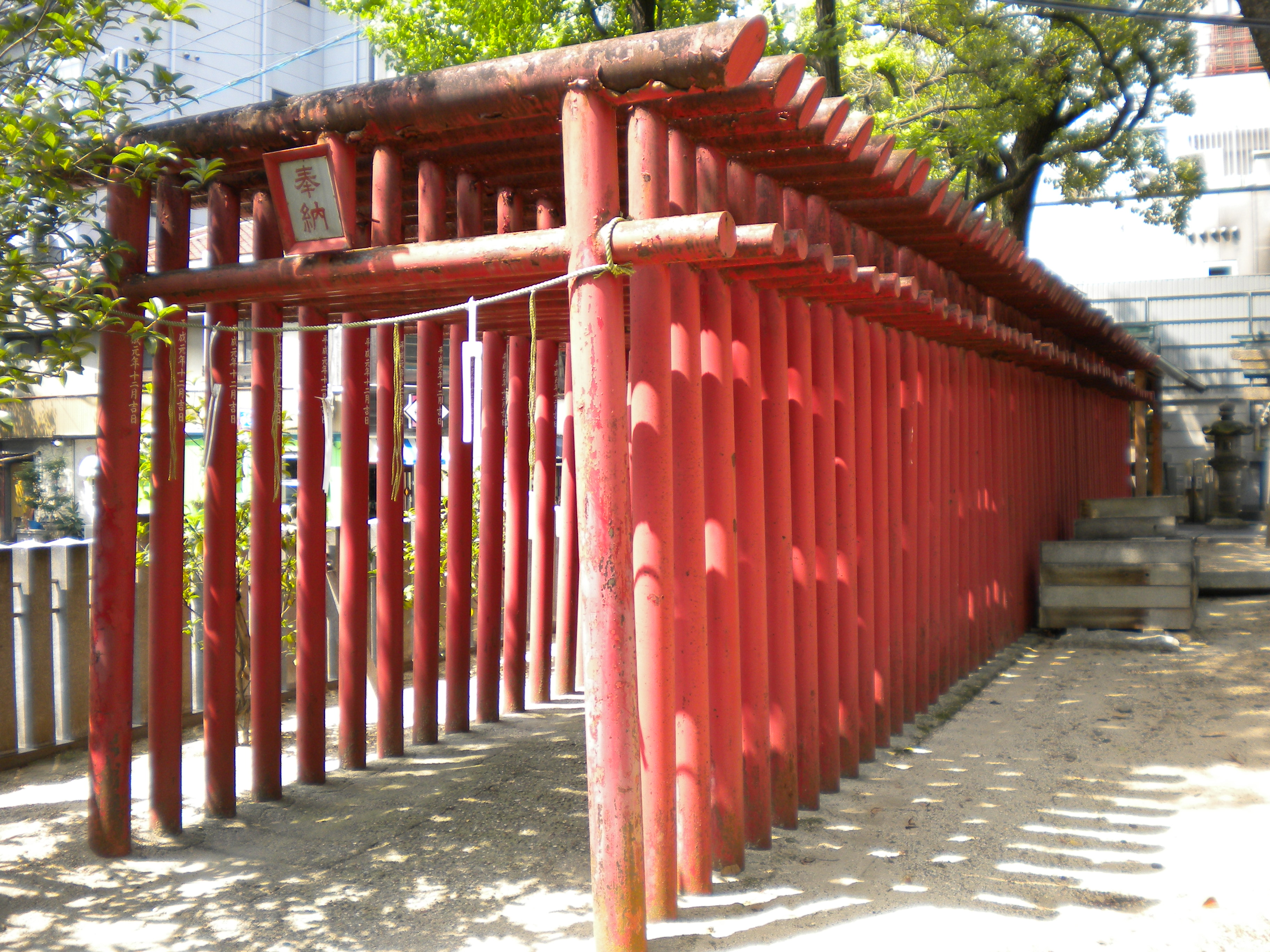
末社・徳義稲荷社の鳥居

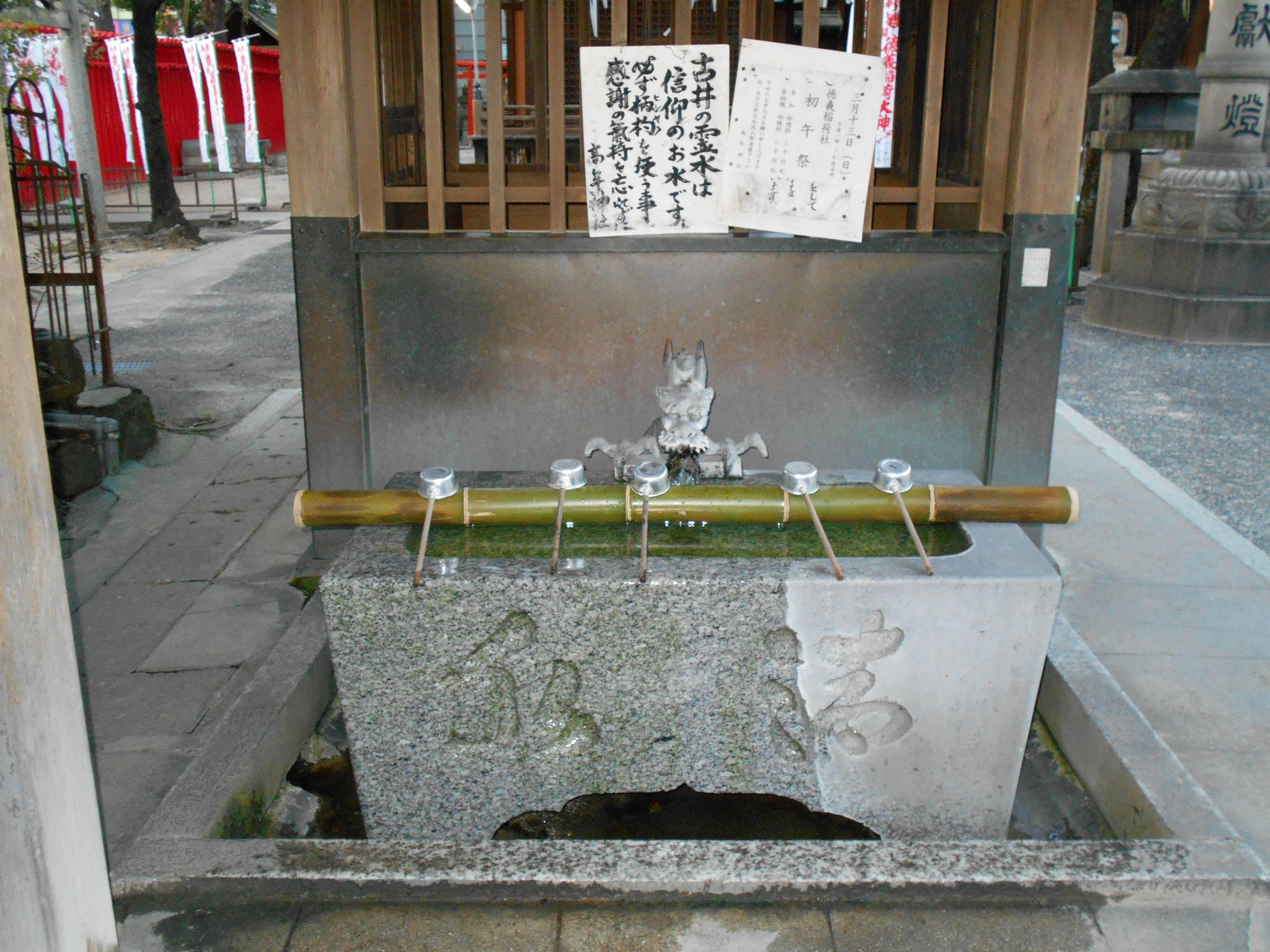
高牟神社の手水鉢。奥にある井戸から水を汲み上げ、手水に用いている。

高牟神社（たかむじんじゃ）は、愛知県名古屋市千種区今池一丁目にある神社である。『延喜式神名帳』の尾張国愛智郡「高牟神社」に比定されている。

## 歴史
成務天皇の時代に創建され、清和天皇の時代に応神天皇が配祀されたと伝えられる古社である。近世まで八幡宮と称していた。船に乗る神像があることから「船出八幡」とも呼ばれた。
1441年（嘉吉元年）以降、複数の社殿造営・修復の記録が伝わるが、いずれの棟札でも「小井村八幡宮」「八幡宮」としている。慶長年間以前は現在地より西の玄海村白山（現在の中区新栄の白山社）に所在していたが、名古屋城築城の清洲越しに際して現在地へ移転したという伝がある。尾張藩第2代藩主・徳川光友は、天和3年（1683年）に社殿を修造して篤く崇敬した。神仏分離となるまで玉龍山光正院（現在も当社の東に所在）が神宮寺であった。1873年（明治5年）、近代社格制度において郷社に列した。太平洋戦争の空襲で社殿等は焼失し、戦後再建された。
天野信景により『延喜式神名帳』にみえる尾張国愛智郡「高牟神社」に比定され、江戸中期以降は定説となった。1868年（明治元年）には正式に「高牟神社」と改称している。しかし当社が高牟神社に比定された根拠は明確ではなく、江戸後期の郷土史家である津田正生は、当社を「高牟神社」に比定することに疑問を呈している。江戸期以降、「高牟」は武器の象徴である鉾の美称で物部氏の武器庫があったとする説が広まるが、平安末期成立の『尾張国内神名帳』では「高牟久天神」と書かれているため本来は「たかむく」と読み高向氏や高向神社に関係する可能性がある。

## 祭神
- 高皇産霊神（たかみむすびのかみ）
- 神皇産霊神（かみむすびのかみ）
- 応神天皇（誉田別尊、ほんだわけのみこと）

## 末社
境内には以下の末社がある。
- 北野天神社
- 高牟龍神社
- 多賀社
- 金刀比羅社
- 厳島社
- 神明社
- 白山社
- 津島社
- 徳義稲荷社
- 祖霊社
- 秋葉社

## その他
「恋の三社めぐり」として、山田天満宮（北区山田町）・城山八幡宮（千種区城山町）とともに恋愛成就の巡礼スポットとなっている。もともと2002年（平成14年）に桜花学園高校のクラブ活動で企画され、2008年（平成20年）にJR東海がウオーキングイベントとして取り上げたことで広く知られるようになった。なお、当初は名古屋晴明神社（千種区清明山）・高牟神社・城山八幡宮の三社だった。
境内には古い井戸があり、現在も手水に用いられている。別名の「古井八幡」や、鎮座地の旧町名「元古井町」・近隣地名の「古井ノ坂」（こいのさか）の由来ともなっている。
拝殿にかけられている社号額は、岸信介の揮毫による。

## 所在地
- 愛知県名古屋市千種区今池1-4-18

## アクセス
- JR中央本線・名古屋市営地下鉄東山線の千種駅から南東に150m。
- 名古屋市営地下鉄東山線・名古屋市営地下鉄桜通線の今池駅から西に200m。